# صموئيل جونسون (لاعب كرة قدم)
صموئيل جونسون (بالإنجليزية: Samuel Johnson)‏ (1 يوليو 1881 بمانشستر في المملكة المتحدة - ) هو لاعب كرة قدم بريطاني (وحمل سابقاً جنسية المملكة المتحدة لبريطانيا العظمى وأيرلندا) في مركز مهاجم داخلي. لعب مع مانشستر يونايتد ونادي بارنسلي وHeywood F.C. ‏.